# Conseil général de la Mayenne (Seconde Restauration)
 (juillet 2025).
 (juillet 2025).
Motif : opportunité de créer une page propre du conseil général pour chaque régime ?
- Archive Wikiwix
- Bing
- Cairn
- DuckDuckGo
- E. Universalis
- Gallica
- Google
- G. Books
- G. News
- G. Scholar
- Persée
- Qwant
- (zh) Baidu
- (ru) Yandex

| 1. | Préciser le motif de la pose du bandeau. | Précisez le motif de la pose du bandeau en utilisant la syntaxe suivante : {{admissibilité à vérifier\|date=juillet 2025\|motif=remplacez ce texte par le motif}}                                                         |
| 2. | Informer les utilisateurs concernés.     | Pensez à avertir le créateur de l'article, par exemple, en insérant le code ci-dessous sur sa page de discussion : {{subst:avertissement admissibilité à vérifier\|Conseil général de la Mayenne (Seconde Restauration)}} |

Le conseil général de la Mayenne était une assemblée crée par ordonnance du 30 décembre 1815, puis par ordonnance du 15 mai 1816, lors de la Seconde Restauration pour le département français de la Mayenne. 

## Composition
Plusieurs conseillers seront destitués lors de l'établissement du Conseil général de la Mayenne, lors de l'établissement de la Monarchie de Juillet. En gras, les conseillers qui ne seront pas destitués :
- Pierre Marie Alexis du Plessis d'Argentré (1815-1830)
- Charles Gaspard Élisabeth Joseph de Bailly (1815-1830)
- André Guillet de Préau (1816-1830)
- Jean-François de Hercé (1815-1830)
- Olivier Serclot des Guyonnières (1816-1830)
- Augustin de la Tullaye (1816-1825), remplacé par Cossé-Brissac (1825-1826), puis A. de Trémigon (1826-1828), puis Auguste-Marie Goussé de Lalande (1828-1820)
- Michel Seguin (1815-1830)
- Guillaume de Champagné-Giffard (1815-1830)
- Louis Joachim de Boisjourdan (1815-1826), remplacé à sa mort par Pierre Anne Letort Beauchêne (1826-1830)
- Marie-Jean Tanquerel de Vaucé (1816-1830)
- Alexandre Picot de Vahaie (1816-1830)
- François-Jean Belard (1815-1830)
- Christophe Piette (1815-1824), puis Alexandre de la Broise (1824-1830)
- Nicolas-François Le Forestier (1816-1830)
- Julien Leroy des Barres (1815-1822), puis André de Barberé de Saint-Bomer (1822-1830)
- Nicolas Rousseau de Monfrand (1815-1830)
- François Leclerc de Beaulieu (1815-1828), remplacé à sa mort par Prosper Delauney (1828-1830)
- Louis Florent de Bonchamps (1815-1826), remplacé par Félix de Villebois
- Pierre d'Héliand d'Ampoigné (1816-1830)
- Joseph Lebreton Lacoudre (1815-1828), remplacé par Léon Leclerc (1828-1830)

## Sources
- Michel Denis, Les royalistes de la Mayenne et le monde moderne (XIXe-XXe siècles), Paris, C. Klincksieck, 1977 (ISBN 978-2-252-02048-7, lire en ligne)